# Peregrina (telenovela venezuelana)
Peregrina é uma telenovela venezuelana exibida em 1973 pela Venevisión.

## Elenco
- Rebeca González- Miriam/Gisela
- José Bardina- Juan Luis Pallares/Rolando Pallares
- Reneé de Pallás- Victoria
- Betty Ruth- Aurora
- José Luis Silva Randu "El Tirano"
- Luis Abreu- Manrique Alonso
- Eva Blanco- Yolanda
- Ana Castell- Celia
- Esperanza Magaz- Dorinda
- Haydee Balza- Norma
- Nerón Rojas-
- Carlos Subero- Simon
- Mary Soliani- Evita
- Chumico Romero- Aisha
- Oscar Mendoza- Glinka
- Francisco Ferrari- Adolfo Zamora
- José Oliva- Roberto
- Enrique Alzugaray-Calunga
- Francia Ortiz- Flora
- Néstor Zavarce- Ruben
- Caridad Canelón- Alina